# USNO Robotic Astrometric Telescope
Der USNO Robotic Astrometric Telescope (URAT) ist ein astrometrischer Sternkatalog des United States Naval Observatory.
Dieser Katalog stellt den Folgekatalog des UCAC dar.

## Versionen

### URAT-1
Die erste Version des Katalogs steht seit Mai 2015 zur Verfügung. Diese Version deckt die nördliche Hemisphäre bis etwa 15° südlicher Deklination ab.